# Només es viu dues vegades
Només es viu dues vegades (títol original en anglès You Only Live Twice) és una pel·lícula de Lewis Gilbert, estrenada el 1967. Aquesta pel·lícula ha estat doblada al català.

## Argument

Artefactes espacials americans i soviètics desapareixen, els uns menjats pels altres. Cada país ho retreu a l'altre. El govern anglès detecta l'artefacte espacial responsable que aterra en alguna part als voltants del mar del Japó. James Bond està encarregat d'investigar, i, per tal d'evitar els seus antics enemics simula la seva pròpia mort. Viatja al Japó, i investiga què passa, seduint dones i visitant nombroses regions del Japó.

## Repartiment
- Sean Connery: James Bond
- Mie Hama: Kissy Suzuki
- Donald Pleasence: Blofeld
- Karin Dor: Helga Brandt
- Akiko Wakabayashi: Aki
- Tetsuro Tamba: Tigre Tanaka
- Teru Shimada: M. Osato
- Bernard Lee: M
- Desmond Llewelyn: Q
- Lois Maxwell: Miss Moneypenny
- Charles Gray: Dikko Henderson

## Llocs de l'acció
- Hong Kong,
- Tòquio (Japó)

## Llocs de rodatge
- Japó: Akime, Kobe, Tòquio i Himeji
- Bahames
- Gibraltar
- Hong Kong
- Noruega: Mågerø
- Regne Unit (estudis)
- Espanya: la batalla d'helicòpters

## Al voltant de la pel·lícula

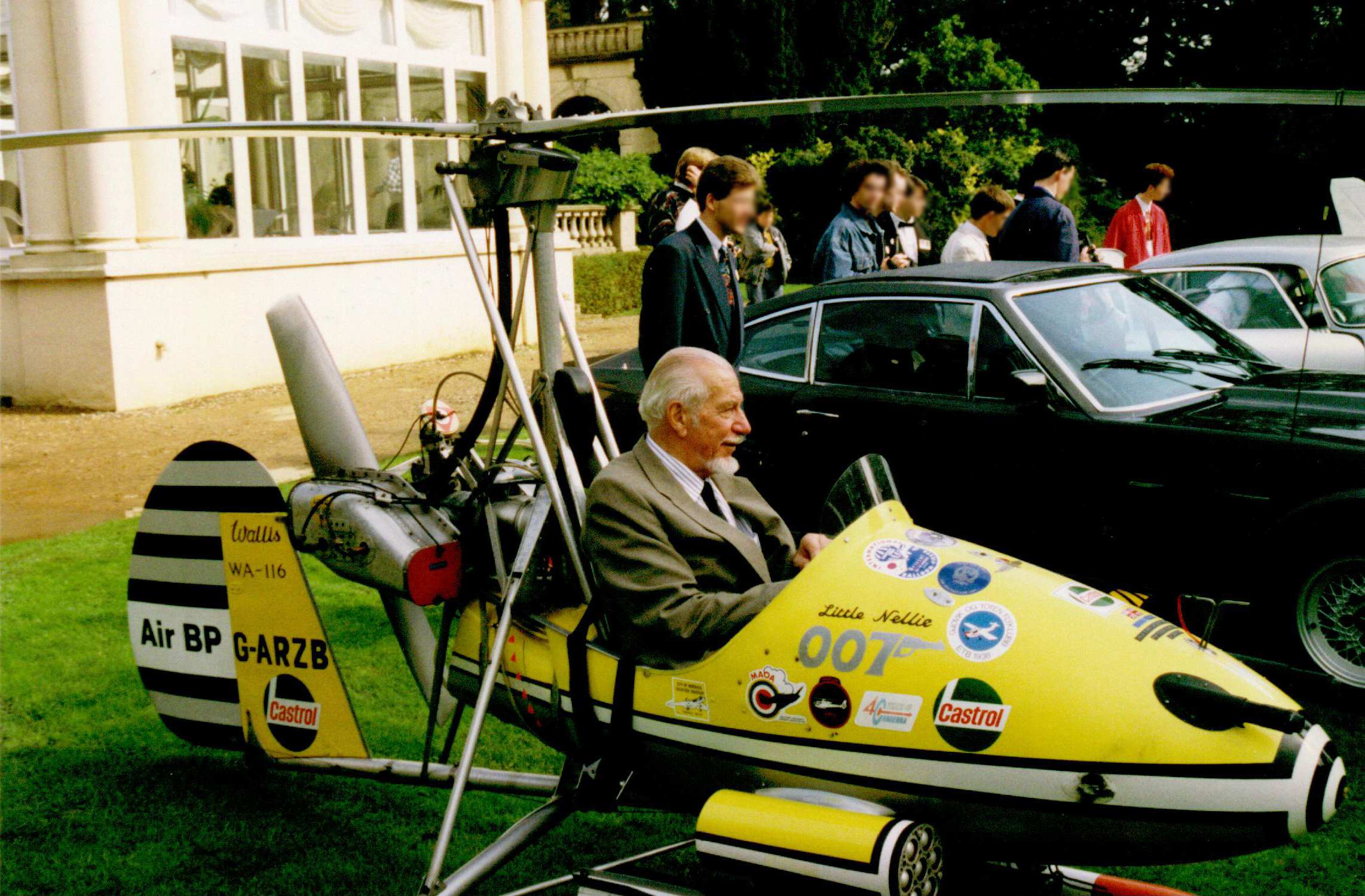
La Petita Nellie

- Arran del rodatge de l'escena de la Petita Nellie, el fotògraf aeri Johnny Jordan es va enganxar una cama en les pales d'un dels helicòpters, i va caldre amputar-lo.[3]
- En les escenes de pesca, Diane Cilento –aleshores esposa de Sean Connery- dobla diverses actrius japoneses, entre les quals Mie Hama (Kisy), que no aconseguia nedar en els forts corrents marins.[4]
- El guió d'aquesta pel·lícula es reprendria a L'espia que em va estimar, amb una transposició del món de l'espai al món dels submarins.

## Nominacions
1968: BAFTA a la millor direcció artística per Ken Adam